# Copa Chile 1974
La Copa Chile 1974 fue la 6.ª versión del clásico torneo de copa entre clubes de Chile, participaron todos los clubes de Primera División y de Segunda División (actual Primera B). Fue dirigido por la Asociación Central de Fútbol y se disputó como un campeonato de apertura al torneo nacional. Finalizó el 25 de agosto de 1974, coronándose campeón Colo-Colo, que derrotó a Santiago Wanderers por 3-0.
Su primera fase se jugó en un formato consistente en tres grupos: Grupo “Zona Norte” conformado por 10 equipos y los Grupos “Zona Centro” y “Zona Sur” conformado por 12 equipos cada uno. Los partidos empatados se definían con lanzamientos de penales, solo el ganador de esta instancia definitoria obtiene 1 punto.
Al término de dos ruedas de competencia, los posicionados en los primeros lugares de cada grupo, dos de la “Zona Norte” y tres de cada una de las “Zona Centro” y “Zona Sur” accedían y se enfrentaban en partidos de cuartos de final, en confrontaciones de ida y vuelta.
Las semifinales también se jugaron en partidos de ida y vuelta, con definición en un tercer partido en cancha neutral, en caso de empate total, y solo la final se jugó en partido único.

## Primera fase
Pos = Posición; PJ = Partidos jugados; PP = Partidos perdidos; PEG = Partidos empatados ganados; PEP = Partidos empatados perdidos; GF = Goles a favor; GC = Goles en contra; Dif = Diferencia de gol; Pts = Puntos

### Grupo Zona Norte
| Pos | Equipo               | PJ | PG | PP | PEG | GEP | GF | GC | Dif | Pts |
| --- | -------------------- | -- | -- | -- | --- | --- | -- | -- | --- | --- |
| 1   | Santiago Wanderers   | 18 | 11 | 4  | 1   | 2   | 30 | 18 | 12  | 23  |
| 2   | Deportes La Serena   | 18 | 10 | 5  | 2   | 1   | 32 | 23 | 9   | 22  |
| 3   | Trasandino           | 18 | 8  | 5  | 3   | 2   | 26 | 23 | 3   | 19  |
| 4   | Unión San Felipe     | 18 | 8  | 7  | 2   | 1   | 36 | 23 | 13  | 18  |
| 5   | Everton              | 18 | 8  | 7  | 2   | 1   | 26 | 20 | 6   | 18  |
| 6   | Deportes Ovalle      | 18 | 8  | 7  | 1   | 2   | 26 | 19 | 7   | 17  |
| 7   | Deportes Antofagasta | 18 | 6  | 6  | 4   | 2   | 25 | 26 | -1  | 16  |
| 8   | Unión La Calera      | 18 | 5  | 11 | 1   | 1   | 19 | 39 | -20 | 11  |
| 9   | San Luis             | 18 | 5  | 10 | 0   | 3   | 24 | 31 | -7  | 10  |
| 10  | Coquimbo Unido       | 18 | 2  | 9  | 3   | 4   | 18 | 40 | -22 | 7   |

### Grupo Zona Centro
| Pos | Equipo               | PJ | PG | PP | PEG | PEP | GF | GC | Dif | Pts |
| --- | -------------------- | -- | -- | -- | --- | --- | -- | -- | --- | --- |
| 1   | Palestino            | 22 | 18 | 1  | 2   | 1   | 46 | 14 | 32  | 38  |
| 2   | Colo-Colo            | 22 | 13 | 6  | 2   | 1   | 41 | 24 | 17  | 28  |
| 3   | Universidad de Chile | 22 | 12 | 6  | 4   | 0   | 42 | 30 | 12  | 28  |
| 4   | O'Higgins            | 22 | 11 | 5  | 3   | 3   | 39 | 32 | 7   | 25  |
| 5   | Santiago Morning     | 22 | 9  | 7  | 3   | 3   | 33 | 30 | 3   | 21  |
| 6   | Magallanes           | 22 | 8  | 7  | 4   | 3   | 36 | 34 | 2   | 20  |
| 7   | Deportes Aviación    | 22 | 7  | 8  | 6   | 1   | 35 | 33 | 2   | 20  |
| 8   | Unión Española       | 22 | 8  | 7  | 2   | 5   | 26 | 26 | 0   | 18  |
| 9   | Universidad Católica | 22 | 6  | 12 | 2   | 2   | 33 | 36 | -3  | 14  |
| 10  | San Antonio Unido    | 22 | 4  | 15 | 0   | 3   | 23 | 48 | -25 | 8   |
| 11  | Audax Italiano       | 22 | 3  | 13 | 2   | 4   | 20 | 40 | -20 | 8   |
| 12  | Ferroviarios         | 22 | 2  | 14 | 1   | 5   | 17 | 44 | -27 | 5   |

### Grupo Zona Sur
| Pos | Equipo              | PJ | PG | PP | PEG | PEP | GF | GC | Dif | Pts |
| --- | ------------------- | -- | -- | -- | --- | --- | -- | -- | --- | --- |
| 1   | Huachipato          | 22 | 16 | 2  | 2   | 2   | 45 | 14 | 31  | 34  |
| 2   | Green Cross-Temuco  | 22 | 14 | 5  | 2   | 1   | 49 | 22 | 27  | 30  |
| 3   | Lota Schwager       | 22 | 15 | 5  | 0   | 2   | 35 | 18 | 17  | 30  |
| 4   | Naval               | 22 | 14 | 3  | 1   | 4   | 41 | 16 | 25  | 29  |
| 5   | Deportes Concepción | 22 | 12 | 6  | 3   | 1   | 40 | 18 | 22  | 27  |
| 6   | Curicó Unido        | 22 | 10 | 9  | 1   | 2   | 36 | 35 | 1   | 21  |
| 7   | Rangers             | 21 | 9  | 8  | 3   | 1   | 33 | 30 | 3   | 21  |
| 8   | Ñublense            | 22 | 7  | 10 | 4   | 1   | 32 | 35 | -3  | 18  |
| 9   | Malleco Unido       | 21 | 3  | 15 | 3   | 0   | 15 | 50 | -35 | 9   |
| 10  | Independiente       | 22 | 3  | 14 | 1   | 4   | 26 | 45 | -19 | 7   |
| 11  | Lister Rossel       | 22 | 2  | 16 | 3   | 1   | 20 | 61 | -41 | 7   |
| 12  | Iberia              | 22 | 2  | 14 | 1   | 5   | 17 | 45 | -28 | 5   |

No se jugó el partido Rangers versus Malleco Unido, correspondiente a la 11.ª fecha de la segunda rueda
|  | Clasificados a cuartos de final |

## Cuartos de final
| 4 de agosto de 1974 | Colo-Colo                             | 2:1 | Green Cross Temuco | Estadio Nacional, Santiago                                 |                                                            |
|                     | Julio Crisosto 33' · Luis Araneda 48' |     | F. Romero 7'       | Asistencia: 9.206 espectadores Árbitro(s): Guillermo Budge | Asistencia: 9.206 espectadores Árbitro(s): Guillermo Budge |

| 11 de agosto de 1974 | Green Cross Temuco                        | 2:2 | Colo-Colo                          | Estadio Municipal de Temuco, Temuco                       |                                                           |
|                      | Víctor Manuel González 2' · Quinteros 12' |     | Luis Araneda 25 ' · Hugo Solís 70' | Asistencia: 9.244 espectadores Árbitro(s): Víctor Aeolíza | Asistencia: 9.244 espectadores Árbitro(s): Víctor Aeolíza |

| 4 de agosto de 1974 | Huachipato             | 1:1 | Lota Schwager       | Estadio Las Higueras, Talcahuano                       |                                                        |
|                     | Francisco Pinochet 80' |     | Patricio Ponce 55 ' | Asistencia: 2.342 espectadores Árbitro(s): Julio Rubio | Asistencia: 2.342 espectadores Árbitro(s): Julio Rubio |

| 11 de agosto de 1974 | Lota Schwager      | 1:1 | Huachipato        | Estadio Municipal Federico Schwager, Coronel              |                                                           |
|                      | Patricio Ponce 63' |     | Hugo Riveros 88 ' | Asistencia: 2.760 espectadores Árbitro(s): Néstor Mondría | Asistencia: 2.760 espectadores Árbitro(s): Néstor Mondría |

Clasifica  Huachipato por tener mejor campaña en la primera fase Zona Sur.
| 4 de agosto de 1974 | Deportes La Serena | 1:1 | Palestino         | Estadio La Portada, La Serena                               |                                                             |
|                     | Juan Álvarez 47'   |     | Manuel Rojas 14 ' | Asistencia: 4.283 espectadores Árbitro(s): Patricio Andrade | Asistencia: 4.283 espectadores Árbitro(s): Patricio Andrade |

| 11 de agosto de 1974 | Palestino                   | 3:1 | Deportes La Serena | Estadio Nacional, Santiago                              |                                                         |
|                      | Sergio Messen 12', 28', 59' |     | Pedro García 61 '  | Asistencia: 5.920 espectadores Árbitro(s): Víctor Ojeda | Asistencia: 5.920 espectadores Árbitro(s): Víctor Ojeda |

| 4 de agosto de 1974 | Wanderers                                        | 3:1 | Universidad de Chile | Estadio Playa Ancha, Valparaíso                           |                                                           |
|                     | Manuel Maluenda 3' · Jorge Dubanced 67', 78 (p)' |     | Guillermo Yávar 69 ' | Asistencia: 7.135 espectadores Árbitro(s): Sergio Vásquez | Asistencia: 7.135 espectadores Árbitro(s): Sergio Vásquez |

| 11 de agosto de 1974 | Universidad de Chile | 0:2 | Wanderers                 | Estadio Nacional, Santiago                             |                                                        |
|                      |                      |     | Jorge Dubanced 65 ' y 89' | Asistencia: 5.920 espectadores Árbitro(s): Pedro Araya | Asistencia: 5.920 espectadores Árbitro(s): Pedro Araya |

## Semifinales
| 15 de agosto de 1974 | Wanderers | 0:0 | Palestino | Estadio Playa Ancha, Valparaíso                                |  |
|                      |           |     |           | Asistencia: 13.809 espectadores Árbitro(s): Lorenzo Cantillana |  |

| 18 de agosto de 1974 | Palestino        | 1:1 | Wanderers         | Estadio Nacional de Chile, Santiago                      |                                                          |
|                      | David Henry 90 ' |     | Claudio Mena 87 ' | Asistencia: 6.915 espectadores Árbitro(s): Eduardo Rojas | Asistencia: 6.915 espectadores Árbitro(s): Eduardo Rojas |

Clasifica Wanderers producto del gol convertido de visita en esta semifinal.
| 15 de agosto de 1974 | Colo-Colo      | 1:2 | Huachipato             | Estadio Nacional de Chile, Santiago                    |                                                        |
|                      | Hugo Solís 41' |     | Carlos Sintas 54', 58' | Asistencia: 10.788 espectadores Árbitro(s): Mario Lira | Asistencia: 10.788 espectadores Árbitro(s): Mario Lira |

| 18 de agosto de 1974 | Huachipato        | 1:2 | Colo-Colo                                    | Estadio Las Higueras, Talcahuano                              |                                                               |
|                      | Moisés Silva 68 ' |     | Miguel Ángel Gamboa 69' · Julio Crisosto 89' | Asistencia: 12.254 espectadores Árbitro(s): Rafael Hormazábal | Asistencia: 12.254 espectadores Árbitro(s): Rafael Hormazábal |

Igualados en esta instancia en partidos ganados y en diferencia de goles se juega un partido definitorio en cancha neutral en Rancagua.
| 21 de agosto de 1974 | Colo-Colo                                   | 2:1 | Huachipato             | Estadio El Teniente, Rancagua                                     |                                                                   |
|                      | Luis Araneda 31 ' · Miguel Ángel Gamboa 77' |     | Miguel Ángel Neira 43' | Asistencia: 13.212 espectadores Árbitro(s): Juan Silvagno Cavanna | Asistencia: 13.212 espectadores Árbitro(s): Juan Silvagno Cavanna |

## Final
|       | POR   | Adolfo Nef          |   |
|       | DEF   | Rolando García      |   |
|       | DEF   | Alfonso Lara        |   |
|       | DEF   | Rafael González     |   |
|       | DEF   | Manuel Rubilar      |   |
|       | MED   | Francisco Valdés    |   |
|       | MED   | Guillermo Páez      |   |
|       | DEL   | Luis Araneda        |   |
|       | DEL   | Julio Crisosto      | ' |
|       | DEL   | Miguel Ángel Gamboa |   |
|       | DEL   | Leonardo Véliz      |   |
| D. T. | D. T. | Luis Álamos         |   |

|       | POR   | Humberto Tapia   |   |
|       | DEF   | Juan Riveros     |   |
|       | DEF   | Antonio Escudero |   |
|       | DEF   | Manuel Maluenda  |   |
|       | DEF   | Manuel Albanez   |   |
|       | MED   | Oscar Blanco     |   |
|       | MED   | Juan Verdugo     |   |
|       | MED   | Héctor González  | ' |
|       | DEL   | Jorge Dubanced   |   |
|       | DEL   | Sergio Pérez     | ' |
|       | DEL   | Osvaldo León     |   |
| D. T. | D. T. | Donato Hernández |   |

|  | MED | Javier Santibáñez | ' |

|  | MED | Mario Escobar | ' |
|  | MED | Claudio Mena  | ' |

| 21' · 66' · 82' | Luis Araneda Miguel Ángel Gamboa | 1:0 2:0 3:0 |

| Principal | Rafael Hormazábal |

|       | POR   | Adolfo Nef          |   |
|       | DEF   | Rolando García      |   |
|       | DEF   | Alfonso Lara        |   |
|       | DEF   | Rafael González     |   |
|       | DEF   | Manuel Rubilar      |   |
|       | MED   | Francisco Valdés    |   |
|       | MED   | Guillermo Páez      |   |
|       | DEL   | Luis Araneda        |   |
|       | DEL   | Julio Crisosto      | ' |
|       | DEL   | Miguel Ángel Gamboa |   |
|       | DEL   | Leonardo Véliz      |   |
| D. T. | D. T. | Luis Álamos         |   |

|       | POR   | Humberto Tapia   |   |
|       | DEF   | Juan Riveros     |   |
|       | DEF   | Antonio Escudero |   |
|       | DEF   | Manuel Maluenda  |   |
|       | DEF   | Manuel Albanez   |   |
|       | MED   | Oscar Blanco     |   |
|       | MED   | Juan Verdugo     |   |
|       | MED   | Héctor González  | ' |
|       | DEL   | Jorge Dubanced   |   |
|       | DEL   | Sergio Pérez     | ' |
|       | DEL   | Osvaldo León     |   |
| D. T. | D. T. | Donato Hernández |   |

|  | MED | Javier Santibáñez | ' |

|  | MED | Mario Escobar | ' |
|  | MED | Claudio Mena  | ' |

| 21' · 66' · 82' | Luis Araneda Miguel Ángel Gamboa | 1:0 2:0 3:0 |

| Principal | Rafael Hormazábal |

|       | POR   | Adolfo Nef          |   |
|       | DEF   | Rolando García      |   |
|       | DEF   | Alfonso Lara        |   |
|       | DEF   | Rafael González     |   |
|       | DEF   | Manuel Rubilar      |   |
|       | MED   | Francisco Valdés    |   |
|       | MED   | Guillermo Páez      |   |
|       | DEL   | Luis Araneda        |   |
|       | DEL   | Julio Crisosto      | ' |
|       | DEL   | Miguel Ángel Gamboa |   |
|       | DEL   | Leonardo Véliz      |   |
| D. T. | D. T. | Luis Álamos         |   |

|       | POR   | Humberto Tapia   |   |
|       | DEF   | Juan Riveros     |   |
|       | DEF   | Antonio Escudero |   |
|       | DEF   | Manuel Maluenda  |   |
|       | DEF   | Manuel Albanez   |   |
|       | MED   | Oscar Blanco     |   |
|       | MED   | Juan Verdugo     |   |
|       | MED   | Héctor González  | ' |
|       | DEL   | Jorge Dubanced   |   |
|       | DEL   | Sergio Pérez     | ' |
|       | DEL   | Osvaldo León     |   |
| D. T. | D. T. | Donato Hernández |   |

|  | MED | Javier Santibáñez | ' |

|  | MED | Mario Escobar | ' |
|  | MED | Claudio Mena  | ' |

| 21' · 66' · 82' | Luis Araneda Miguel Ángel Gamboa | 1:0 2:0 3:0 |

| Principal | Rafael Hormazábal |

|       | POR   | Adolfo Nef          |   |
|       | DEF   | Rolando García      |   |
|       | DEF   | Alfonso Lara        |   |
|       | DEF   | Rafael González     |   |
|       | DEF   | Manuel Rubilar      |   |
|       | MED   | Francisco Valdés    |   |
|       | MED   | Guillermo Páez      |   |
|       | DEL   | Luis Araneda        |   |
|       | DEL   | Julio Crisosto      | ' |
|       | DEL   | Miguel Ángel Gamboa |   |
|       | DEL   | Leonardo Véliz      |   |
| D. T. | D. T. | Luis Álamos         |   |

|       | POR   | Humberto Tapia   |   |
|       | DEF   | Juan Riveros     |   |
|       | DEF   | Antonio Escudero |   |
|       | DEF   | Manuel Maluenda  |   |
|       | DEF   | Manuel Albanez   |   |
|       | MED   | Oscar Blanco     |   |
|       | MED   | Juan Verdugo     |   |
|       | MED   | Héctor González  | ' |
|       | DEL   | Jorge Dubanced   |   |
|       | DEL   | Sergio Pérez     | ' |
|       | DEL   | Osvaldo León     |   |
| D. T. | D. T. | Donato Hernández |   |

|  | MED | Javier Santibáñez | ' |

|  | MED | Mario Escobar | ' |
|  | MED | Claudio Mena  | ' |

| 21' · 66' · 82' | Luis Araneda Miguel Ángel Gamboa | 1:0 2:0 3:0 |

| Principal | Rafael Hormazábal |

## Campeón
| Chile               |
| Colo-Colo 2º título |
|                     |
| Copa Chile          |

## Goleadores
| Jugador        | Equipo               | Goles |
| -------------- | -------------------- | ----- |
| Óscar Fabbiani | Unión San Felipe     | 21    |
| Héctor Pinto   | Universidad de Chile | 16    |
| Carlos Sintas  | Huachipato           | 15    |
| Jorge Dubanced | Santiago Wanderers   | 12    |
| Arturo Salah   | Universidad Católica | 11    |
| Patricio Ponce | Lota Schwager        | 11    |